# 亚历山大·尤金·康拉迪
亚历山大·尤金·康拉迪（Alexander Eugen Conrady，1866年1月27日—1944年6月16日），英国光学设计家。

## 生平简介
1866年1月27日生于是德国北莱茵-威斯特法伦州莱茵河畔布尔沙伊德镇。自17世纪，祖祖辈辈都是德国与荷兰边境小镇Üdem的中学校长。童年时代他在家乡上学，1884年入德国波恩大学学习数学、物理学和天文学。1866年遵父嘱，停学一年到英国父亲任职的布朗父子公司学机械安装，以便在德国各地安装机器。1887年成为波恩大学有机化学教授的助教，同年发表第一篇论文。由于健康欠佳，和对德国统制阶层的不满，他放弃了有良好前途的教学，离校担任矿业化学师，先后到加拿大新斯科舍、美国北卡罗来纳州，监督布朗父子公司分公司的业务。不久移就英国，陆陆续续为布朗公司做事，后来还在英国约克郡自立公司，制造机器，发电机、弧光灯等电器。1896年，被布朗公司派往南非法爾河地区的一家钻石公司维修钻石挖掘机械。为其四个月，之后，他回到英国，将他自己的小厂搬到伦敦；他的小厂颇有名气，但财政状况不佳。1893年设计望远镜和显微镜的物镜成为他的业余爱好。1901年与Anne Bunney 女士结婚，1902年长女希尔达·康拉迪出生；同年，康拉迪入英国籍，并成为英国伦敦华生父子公司的光学设计师，设计望远镜、显微镜、摄影机和潜水艇潜望镜等光学镜头和其他军用光学仪器；由于他的设计成就，1917年被聘为英国伦敦大学帝国科技学院的光学设计教授；十五年的教学，桃李满天下，一些学生还将他的光学仪器设计方法传授给下一代。他的学生包括女儿希尔达·康拉迪（Hilda Conrady）和鲁道夫·京斯莱克（Rudolf Kingslake）；后来京斯莱克还成为亚历山大·尤金·康拉迪的女婿。

## 著作
康拉迪在1929年将他在帝国科技学院讲授光学设计的讲义整理出版为《实用光学与光学设计》一书，用几何学和代数学详细分析光学设计的基本方程式以及球面像差理论、色差理论，这部书总结了他在光学设计领域长达35年的设计和教学经验。他在此书中将当时光学设计界公认为格格不入的代数近似法和精确光路计算融合为一：解析法为人们快速提供粗略的结果，然后再用精确的光路计算取得最后的结果。女儿希尔达说，这部书是唯一的以初学者和自学者而撰写的光学设计书；二战期间，世界各地许多物理学家、天文学家和工程师，突然应召设计光学仪器，他们都研读这部著作。
1931年康拉迪退休，时年65岁。
《实用光学与光学设计》第二卷在1958年由康拉迪的女儿兼门生康拉迪·京斯莱克和门生兼女婿、伊士曼柯达公司光学实验室主任鲁道夫·京斯莱克根据康拉迪的遗稿整理出版。
康拉迪还发表过 Photographic Optics (《摄影光学》)，作为 Photography as Implement 一书的第三章。

## 实用光学与光学设计内容
《实用光学与光学设计》二卷，共841页。
第一卷十章(1-10)；第二卷十章（11-20）
1. 几何光学基本方程
2. 球面像差
3. 光学成像原理
4. 色差
5. 消色差物镜设计
6. 轴外成像
7. 光学正弦定理
8. 轴外光束的三角学计算
9. 理想光学系统原理
10. 常用眼镜
11. 利用薄透镜的算法
12. 光路差原理
13. 近轴物像的光路差
14. 光路差与色差
15. 光学误差
16. 配对原理及显微镜物镜的设计
17. 斜光束的初级像差
18. 简单远光阑系统的解析解
19. 对称的摄影镜头
20. 非对称摄影镜头